# Weseła Leczewa
Weseła Nikołaewa Leczewa, bułg. Весела Николаева Лечева (ur. 20 maja 1964 w Wielkim Tyrnowie) – bułgarska strzelczyni i polityk, wielokrotna mistrzyni świata i Europy, dwukrotna medalistka olimpijska, posłanka do Zgromadzenia Narodowego, w latach 2022–2023 minister młodzieży i sportu.

## Życiorys
W latach 1976–2000 zawodowo trenowała strzelectwo sportowe w sofijskim klubie „Nowe”. Dwukrotnie wywalczyła wicemistrzostwo olimpijskie – w Seulu w 1988 w konkurencji karabin małokalibrowy trzy postawy 50 m oraz w Barcelonie w 1992 w konkurencji karabin pneumatyczny 10 m. W obu tych konkurencjach startowała na czterech igrzyskach olimpijskich z rzędu (1988, 1992, 1996, 2000).
Między 1985 a 1990 zdobyła sześć medali mistrzostw świata w różnych konkurencjach, w tym pięć złotych i jeden brązowy. Szesnaście razy stawała na podium mistrzostw Europy (wywalczając 7 złotych, 4 srebrne i 5 brązowych medali). Triumfowała również w zawodach z cyklu Pucharu Świata. Kilkunastokrotnie ustanawiała rekordy świata w konkurencjach strzeleckich.
W trakcie kariery sportowej była zawodowym oficerem w strukturach ministerstwa spraw wewnętrznych. W 2000 weszła w skład komitetu wykonawczego Bułgarskiego Komitetu Olimpijskiego, a w 2005 została jego wiceprzewodniczącą. W 2001 ukończyła studia trenerskie z zakresu strzelectwa na Narodowej Akademii Sportu w Sofii. Zaangażowała się w działalność polityczną w ramach Bułgarskiej Partii Socjalistycznej. W 2001 i 2005 z jej ramienia była wybierana na posłankę 39. i 40. kadencji. W 2005 została prezesem państwowej agencji ds. młodzieży i sportu, którą kierowała do 2009. W wyborach w 2017 i kwietniu 2021 uzyskiwała mandat deputowanej 44. i 45. kadencji.
W sierpniu 2022 objęła stanowisko ministra młodzieży i sportu w utworzonym wówczas technicznym rządzie Gyłyba Donewa. Utrzymała tę funkcję również w utworzonym w lutym 2023 drugim technicznym gabinecie tego samego premiera. Zakończyła urzędowanie w czerwcu 2023.